# Kristen Cloke
Kristen A. Cloke (2 september 1968) is een Amerikaans actrice.
Cloke's carrière begon in 1990, toen ze naast Billy Zane te zien was in Megaville. Vervolgens had ze gastrollen in televisieseries, waaronder Cheers, Diagnosis Murder, Mad About You en Murder, She Wrote, voordat ze de in 1995 een vaste rol kreeg in de televisieserie Space: Above and Beyond. Ook was ze in het tweede seizoen van Millennium te zien.
Vanaf de 21e eeuw is Cloke voornamelijk te zien in horrorfilms. Zo had ze een rol in Final Destination (2000) en Black Christmas. Ze had ook een voice-over in Final Destination 3.
- International Standard Name Identifier: 0000 0003 7321 9807
- Library of Congress Control Number: no2006009136
- Virtual International Authority File: 36662639
- WorldCat: E39PBJvHdr3qqVk4H6jC93Y9Dq